# أغيد (اسم)
أَغْيَد هو اسم علم مذكر من أصل عربي، وجاء الاسم على صيغة أفعل، ومعناه هو من مالت عنقه حسنًا وهي صفة حسنة.